# Oreophoetes mima
Oreophoetes mima är en insektsart som först beskrevs av Giglio-Tos 1898.  Oreophoetes mima ingår i släktet Oreophoetes och familjen Diapheromeridae. Inga underarter finns listade i Catalogue of Life.